# Robert Lacoste (homme politique)
Pour les articles homonymes, voir Robert Lacoste et Lacoste.
Robert Lacoste, né le 5 juillet 1898 à Azerat (Dordogne) et mort le 8 mars 1989 à Périgueux, est un syndicaliste, résistant et homme politique français, député socialiste de la Dordogne de 1945 à 1958 et de 1962 à 1967, sénateur de 1971 à 1980. Il est surtout connu comme gouverneur général et ministre de l'Algérie de février 1956 (gouvernement de Guy Mollet) à mai 1958.

## Biographie

### Formation et débuts professionnels
Robert Lacoste fait des études de droit à l'université de Paris.
Il devient ensuite fonctionnaire des finances et militant syndical CGT.

### Seconde Guerre mondiale
Signataire du Manifeste des Douze en novembre 1940, il est cofondateur du mouvement résistant Libération-Nord, puis déménage et rejoint la Résistance en Haute-Savoie. Il devient alors membre de la direction de Libération-Sud. À la demande de Jean Moulin, il participe à l'élaboration du programme du Conseil national de la Résistance (CNR). Son père Constant Lacoste, également résistant, est exécuté par les nazis en mars 1944.
En 1944, Robert Lacoste est délégué général adjoint du Comité français de Libération nationale pour la France occupée et devient ministre à la Production industrielle dans le gouvernement provisoire du général de Gaulle. Il accompagne ce dernier lors de sa visite à Oradour-sur-Glane, le 5 mars 1945. 
Son entrée au gouvernement provisoire est le prélude d'une longue carrière à des postes divers mais essentiels pendant l'immédiat après guerre. D'abord à la Production industrielle, puis en devenant le ministre de l’Industrie. Il retrouve l’Éducation nationale et réorganise le vieux Parti radical en Dordogne, puis devient ministre de l'industrie et du commerce. Il est constamment ministre sauf durant le bref intermède où il est remplacé par le communiste Marcel Paul. 
Lacoste a été considéré comme une tête de pont du patronat français au sein de la SFIO, ce que traduit aussi son attitude durant la grève des mineurs du Nord Pas de Calais en 1947. Il était déjà proche des milieux patronaux avant la guerre avec son ami Bélin.

### Après-guerre
Élu maire d'Azerat en 1945, il le reste jusqu'en 1983.
Membre des deux assemblées constituantes, député socialiste de la Dordogne, il est ministre de l’Industrie jusqu'en 1950. En 1948, il supprime des avantages acquis à la Libération par les mineurs, et doit faire face aux importantes grèves des bassins houillers qui sont sévèrement réprimées.
Il est nommé ministre des Finances et de l’Économie en 1956.

### Guerre d'Algérie
Tout juste après la visite en Algérie de Guy Mollet, accueilli par des Français d’Algérie qui lui jettent des tomates (la « journée des tomates »), des œufs pourris et aussi des billes d’acier, Lacoste accepte de remplacer le général Catroux et devient ministre résident et gouverneur général de l’Algérie. Il conserve le Ministère de l’Algérie jusqu’aux événements du 13 mai 1958. Partisan du maintien de l’Algérie dans la République française, une Algérie nouvelle profondément modifiée par la « loi-cadre » , il est l’un des principaux adversaires du FLN. Partisan d'une forte répression contre le FLN, il pourfend ceux qui, en métropole ou dans les couloirs de l’ONU, ne sont selon lui qu’indulgence à l’égard des attentats et des assassinats fomentés par l’organisation. Il déclare par exemple le 7 juillet 1957 à Alger devant des anciens combattants : « Sont responsables de la résurgence du terrorisme, qui a fait à Alger, ces jours derniers, vingt morts et cinquante blessés, les exhibitionnistes du cœur et de l'intelligence qui montèrent la campagne contre les tortures. Je les voue à votre mépris . »
Témoignant pour la défense du général Salan lors de son procès, le 19 mai 1962, Robert Lacoste déclarera également, à propos des partisans du FLN et des accords d'Évian : « J’ai quand même le droit de dire cette espèce d’écœurement que j’ai aujourd’hui parce que ceux-là qui ont tué femmes et enfants à la terrasse des cafés, aux arrêts d’autobus, à la sortie des écoles, dans les stades et dans les bals populaires, sont amnistiés . »
Dans un article publié dans Le Monde au lendemain de la mort de Robert Lacoste, Jean Planchais estime que « Robert Lacoste est le symbole et la victime des contradictions de la IVe République finissante. Il a voulu être le Clémenceau d'une guerre qui n'était pas, aux yeux de l'opinion, une guerre nationale . »

### Après 1962
Il siège à nouveau à l’Assemblée nationale de 1962 à 1967. De 1971 à 1980, il est élu sénateur socialiste de la Dordogne, tout en assumant, de 1974 à 1979, la vice-présidence du conseil régional d'Aquitaine.
Président du Conseil supérieur de l’électricité et du gaz de France en 1950, il est maire d’Azerat jusqu’en 1983. Robert Lacoste est mort dans la nuit du 8 mars au 9 mars 1989, à l'hôpital de Périgueux. Il est inhumé dans son village d'Azerat.

## Décorations
Médaille de la Résistance française, avec rosette
- Commandeur de l'ordre du Mérite commercial, ex officio en tant que ministre du Commerce et président du conseil de l'ordre (1947)[13]

## Détail des mandats et fonctions

### Au gouvernement
- Secrétaire général à la Production industrielle du gouvernement Charles de Gaulle (1) (du 26 août au 4 septembre 1944)
- Ministre de la Production industrielle du gouvernement Charles de Gaulle (1) (du 4 au 10 septembre 1944)
- Ministre de la Production industrielle du gouvernement Charles de Gaulle (1) (du 10 septembre 1944 au 21 novembre 1945)
- Ministre de la Production industrielle du gouvernement Léon Blum (3) (du 16 décembre 1946 au 22 janvier 1947)
- Ministre de la Production industrielle du gouvernement Paul Ramadier (1) (du 22 janvier au 11 août 1947)
- Ministre du Travail et de la Sécurité sociale (par intérim) du gouvernement Paul Ramadier (1) (du 4 au 9 mai 1947)
- Ministre de l'Industrie et du Commerce du gouvernement Paul Ramadier (1) (du 11 août au 22 octobre 1947)
- Ministre de l'Industrie et du Commerce du gouvernement Paul Ramadier (2) (du 22 octobre au 24 novembre 1947)
- Ministre de l'Industrie et du Commerce du gouvernement Robert Schuman (1) (du 24 novembre 1947 au 26 juillet 1948)
- Ministre de l'Industrie et du Commerce du gouvernement André Marie (du 26 juillet au 5 septembre 1948)
- Ministre de l'Industrie et du Commerce du gouvernement Robert Schuman (2) (du 5 au 11 septembre 1948)
- Ministre de l'Industrie et du Commerce du gouvernement Henri Queuille (1) (du 11 septembre 1948 au 28 octobre 1949)
- Ministre de l'Industrie et du Commerce du gouvernement Georges Bidault (2) (du 29 octobre 1949 au 7 février 1950)
- Ministre des Affaires économiques et financières du gouvernement Guy Mollet (du 1er au 9 février 1956)
- Ministre Résident en Algérie du gouvernement Guy Mollet (du 9 février 1956 au 13 juin 1957)
- Ministre de l'Algérie du gouvernement Maurice Bourgès-Maunoury (du 13 juin au	6 novembre 1957)
- Ministre de l'Algérie du gouvernement Félix Gaillard (du 6 novembre 1957 au 14 mai 1958)